# Hubbi Hatun
Hubbi Hatun (? Amasya - 1590 Istanbul) byla osmanská dvorní dáma sultána Selima II. a později i jeho syna, sultána Murada III. Byla významnou básnířkou 16. století.

## Mládí
Ayşe (rodné jméno) strávila své dětství ve městě Amasya. Byla dcerou Şeyh Akşemseddina a vnučkou Beşiktaşlı Şeyh Yahya Efendi. Dostalo se jí vysokého vzdělání a během studia poezie se naučila arabsky.

## Manželství
Byla provdána za svého nejstaršího bratrance, který byl učitelem prince Selima (později sultána Selima II.), Şemsi Efendiho. Jeho matka byla kojnou sultána Sulejmana I. Společně měli dceru, která byla provdána za básníka Mehmeda Vusuli Efendiho, známého jako Molla Çelebi. Hubbi Hatun byla věnována zahrada ve Fındıklı.

## Kariéra
Po smrti manžela v roce 1551 zůstala ve dvoře a stala se přínosným společníkem Selima II. Hubbi Hatun byla známá svou krásou a poezií. Také byla pověstná milostnými románky s několika Selimovými dvořany. Když v roce 1566 nastoupil Selim na trůn, odešla spolu s ním Hubbi do Istanbulu. Po Selimově smrti v roce 1574 se stala dvorní dámou jeho syna, sultána Murada III. Během vlády obou těchto sultánů žila v harému společně s Muradovými oblíbenkyněmi, včetně hlavní kalfy Canfedy Hatun a hlavní pokladničkou Raziye Hatun.

## Smrt
Zemřela v roce 1590 v Istanbulu a je pohřbena na hřbitově v Eyüpu.

## Poezie
Psala lyrické básně a ódy. Napsala také baladu Hürşid and Cemşid, která pojednává o více než o třech tisících bejích. Její básně nenesly žádné známky feminismu, psala stejně jako její mužští kolegové. Za svou poetickou tvorbu byla také oceněna. Uměleckým jménem Hubbi se podepisovala pod všechny své básně a později bylo toto jméno nalezeno i v některých jejích dopisech.